# 石原武龍
石原 武龍（いしはら ぶりゅう、本名・石原 純一（いしはら じゅんいち）、1952年7月15日 - 2018年8月24日）は、日本の脚本家。

## 経歴
静岡県生まれ。東京都立両国高等学校卒業（1970年）。武蔵工業大学工学部機械工学科卒業。
かつては、本名の石原純一や石原武竜の名義でも執筆していた。

## 人物
脚本家の育成にも力を注ぎ、秘かに私塾を開いていた。主な門下生は、旺季志ずか、小澤俊介、末安正子、宮崎健、仲村優果里（中村由加里）、益子梨恵、本田隆朗、政池洋佑がいた。
2018年8月24日、胃がんのため逝去。66歳没。逝去は同年8月29日に公にされた。

## 作品例
公式サイトによると、デビュー作は七人の刑事「俺たちの甲子園」（1979年8月10日、TBS、共同脚本）、実質的なデビュー作は火曜サスペンス劇場「特別病棟の女」（1982年9月14日、日本テレビ）。

### テレビドラマ（連続）
太字は、単独脚本。
- 1983年「事件記者チャボ!」 (日本テレビ) ※石原純一名義
- 1985年「気分は名探偵」 （日本テレビ - 土曜グランド劇場）※石原純一名義
- 1986年「春風一番!」（日本テレビ - 土曜グランド劇場）※石原純一名義
- 1987年「敵同志好き同志」 （日本テレビ - 水曜ドラマ）※石原純一名義
- 1988年-1994年「さすらい刑事旅情編」シリーズ （テレビ朝日）
- 1988年-2006年「はぐれ刑事純情派」シリーズ （テレビ朝日）
- 1991年「デパート!夏物語」 （TBS）
- 1992年「デパート!秋物語」 （TBS）
- 1993年「ツインズ教師」 （テレビ朝日 - 月曜ドラマ・イン）
- 1993年「いつか好きだと言って」 （TBS）
- 1994年「スチュワーデスの恋人」 （TBS）
- 1995年「夏!デパート物語」 （TBS）
- 1995年「おかみ三代女の戦い」 （TBS）
- 1996年「ふたりのシーソーゲーム」 （TBS - 東芝日曜劇場）
- 1997年「ストーカー・誘う女」 （TBS）
- 1998年「略奪愛・アブない女」 （TBS）
- 1998年「やんちゃくれ」 （NHK - 連続テレビ小説）
- 2000年「伝説の教師」 （日本テレビ）
- 2001年「愛は正義」 第2話のみ （1月19日、テレビ朝日）
- 2002年「探偵家族」 （日本テレビ - Surprise Saturday）
- 2002年-2011年「おみやさん」シリーズ （テレビ朝日）
- 2008年「京都へおこしやす!」 （TBS - ドラマ30）
- 2009年-2010年「ハンチョウ〜神南署安積班〜」シリーズ3まで （TBS - パナソニック ドラマシアター）
- 2013年-2014年「刑事110キロ」第1・2シリーズ（テレビ朝日）
- 2016年「警視庁・捜査一課長」Season1（テレビ朝日）

TBS 愛の劇場
- 1999年-2005年「温泉へ行こう」シリーズ （第4・5シリーズは脚本監修兼任）
- 2006年「病院へ行こう!」
- 2007年「結婚式へ行こう!」（脚本監修兼任）
- 2008年「温泉へGo!」

時代劇
- 1994年「大江戸風雲伝」 （NHK - 金曜時代劇）
- 2007年「刺客請負人」 （テレビ東京 - 金曜時代劇）

### テレビドラマ（単発）
この他にも、2時間ドラマが多数ある。
- 年末時代劇スペシャル　*3作品とも、杉山義法の脚本協力
  - 白虎隊 （1986年12月30日・31日、日本テレビ） ※石原純一名義
  - 田原坂 （1987年12月30日・31日、日本テレビ）※石原純一名義
  - 五稜郭 （1988年12月30日・31日、日本テレビ）
- 世にも奇妙な物語
  - 「ともだち」 （1991年6月3日、フジテレビ）
  - 「水を飲む男」 （1992年7月2日、フジテレビ）
- 東芝日曜劇場「潮騒が聞こえない」 （1992年11月1日、TBS）
- 月曜ドラマスペシャル→月曜ミステリー劇場→月曜ゴールデン→月曜名作劇場「浅見光彦シリーズ」第1作 - 第3作、第5作、第6作、第8作 - 第16作、第19作 - 第31作、第33作 - 第35作、新第1作、第3作（1994年 - 2018年、TBS）
- 金曜エンタテイメント「京都祇園入り婿刑事事件簿」第1作、第2作、第4作 - 第12作（1997年 - 2005年、フジテレビ）
- 月曜ドラマスペシャル→月曜ミステリー劇場→月曜ゴールデン「弁護士高見沢響子」第1作 - 第10作（1998年 - 2009年、TBS）
- 「名探偵・金田一耕助シリーズ」第29作 - 第32作（2002年 - 2005年、TBS）
- フジテレビ2時間ドラマ枠[7]「赤い霊柩車シリーズ」 第18作 - 第28作、第30作、第32作 - 第34作、第37作（2003年 - 2018年、フジテレビ）
- 金曜エンタテイメント「十津川警部夫人の旅情殺人推理」第1作 - 第3作（2003年 - 2005年、フジテレビ）
- 「女金融道シリーズ」第1作 - 第3作（2003年 - 2006年、TBS）
- 月曜ミステリー劇場→月曜ゴールデン「財務捜査官 雨宮瑠璃子」第1作 - 第4作（2004年 - 2008年、TBS）
- 月曜ミステリー劇場→月曜ゴールデン「パートタイム裁判官」第1作、第2作（2005年・2007年、TBS）
- 土曜ワイド劇場「渡り番頭・鏡善太郎の推理」第3作（2005年5月7日、テレビ朝日）
- DRAMA COMPLEX「戦国自衛隊・関ヶ原の戦い」 （2006年1月31日・2月7日、日本テレビ）
- 土曜ワイド劇場「デパート仕掛け人!天王寺珠美の殺人推理」第1作、第2作（2007年・2008年、テレビ朝日）
- 月曜ゴールデン「萬屋長兵衛の隅田川事件ファイル」第1作、第2作（2008年・2010年、TBS）
- 土曜プレミアム「裸の大将 火の国・熊本編〜女心が噴火するので〜（2009年10月24日、フジテレビ）
- 金曜プレステージ→金曜プレミアム「警部補・佐々木丈太郎」第1作 - 第8作（2009年 - 2016年、フジテレビ）
- 土曜ワイド劇場「警視庁捜査一課長〜ヒラから成り上がった最強の刑事!」第1作 - 第5作（2012年 - 2015年、テレビ朝日）
- 水曜ミステリー9「看護師・戸田鮎子の推理カルテ」第1作、第2作（2012年・2013年、テレビ東京）
- 水曜ミステリー9「ガンリキ 警部補・鬼島弥一」第1作 - 第3作（2012年 - 2013年、テレビ東京）
- 月曜ゴールデン→月曜名作劇場「魔性の群像 刑事・森崎慎平」第1作 - 第5作（2013年 - 2019年、TBS）
- 土曜ワイド劇場「検事・朝日奈耀子」第15作（2014年5月24日、テレビ朝日）
- 水曜ミステリー9「駐在刑事」第1作、第2作（2014年・2015年、テレビ東京）
- 水曜ミステリー9「ドクターハート 薮田公介の事件カルテ」第1作、第2作（2014年・2016年、テレビ東京）
- 「出張鑑定人・宝来伝吉2」（2016年2月27日、フジテレビ）
- 金曜プレミアム「おばさんデカ 桜乙女の事件帖 ザ・ラスト」（2017年5月12日、フジテレビ）

### 映画（実写）
- シブがき隊 ボーイズ & ガールズ （1982年、東映、森田芳光監督）　*原案
- はぐれ刑事純情派 （1989年、東映）

### 映画（アニメ）
- 「プロ野球を10倍楽しく見る方法」 （1983年、東宝東和）　*脚色 ※石原純一名義[8]
- 「プロ野球を10倍楽しく見る方法2」 （1984年、東宝東和）　*共同脚本
- 「RUNNING BOY スター・ソルジャーの秘密」 （1986年、東宝）　*共同脚本
- 「宇宙戦艦ヤマト 復活篇」 （2009年、東宝）　*共同脚本
- 「宇宙戦艦ヤマト 復活篇 ディレクターズカット」 （2011年、東宝）　*共同脚本

### 漫画原作
- 週刊漫画アクション「パウロへの手紙」連載4話 （1985年）　*モーニングセット名義
- コミックハイ （1990年）
  - 「すずらんなんかぶっ飛ばせ」
  - 「接吻」
  - 「おどきあそばせ!」

### 舞台
- 「カジノの夜」　*演出
- 「プリズン※ガールズ」 （2011年、新宿スペース107）　*共同脚本・単独演出
- 「パプリカな夜に～逃亡者の館～」（2014年 六行会ホール）*共同脚本・単独演出